# Steve Harley
Steve Harley, rodným jménem Stephen Malcolm Ronald Nice (27. února 1951 Londýn, Spojené království – 17. března 2024) byl britský zpěvák. 
V letech 1972 až 1977 byl členem skupiny Cockney Rebel, se kterou vydal pět studiových alb. V pozdějších letech vydával alba pod svým jménem a roku 1998 byla obnovena skupina Cockney Rebel a v roce 2005 vydala další album The Quality of Mercy. Své poslední sólové album vydal v roce 2010 a neslo název Stranger Comes to Town.

## Sólová diskografie
- Hobo with a Grin (1978)
- The Candidate (1979)
- Yes You Can (1992)
- Poetic Justice (1996)
- Stranger Comes to Town (2010)